# Armênia Oriental

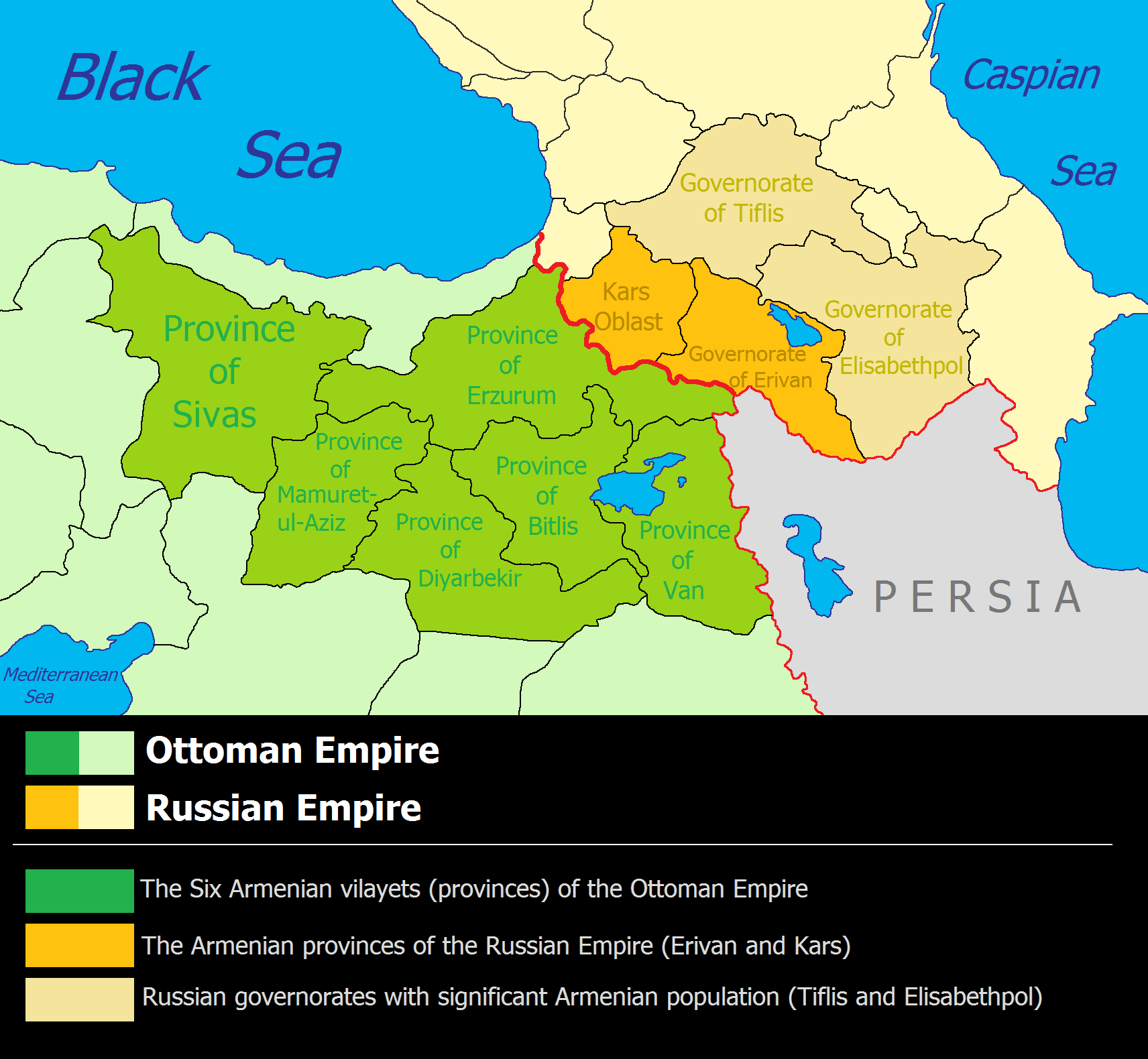
Armênia Oriental (Russa) em amarelo.

A Armênia Oriental foi a parte da Armênia otomana e da Armênia persa que foi anexada ao Império Russo após a Guerra Russo-Turca de 1828-1829.  A história da sub-região na Eurásia é coberta pela Armênia russa.
Corresponde ao leste do território histórico da Armênia. Essa região coincide aproximadamente com a atual República da Armênia.

## Ver Também
- História da Armênia
- Armênia otomana
- Armênia russa
- Grande Armênia
- Armênia Ocidental